# James Wong

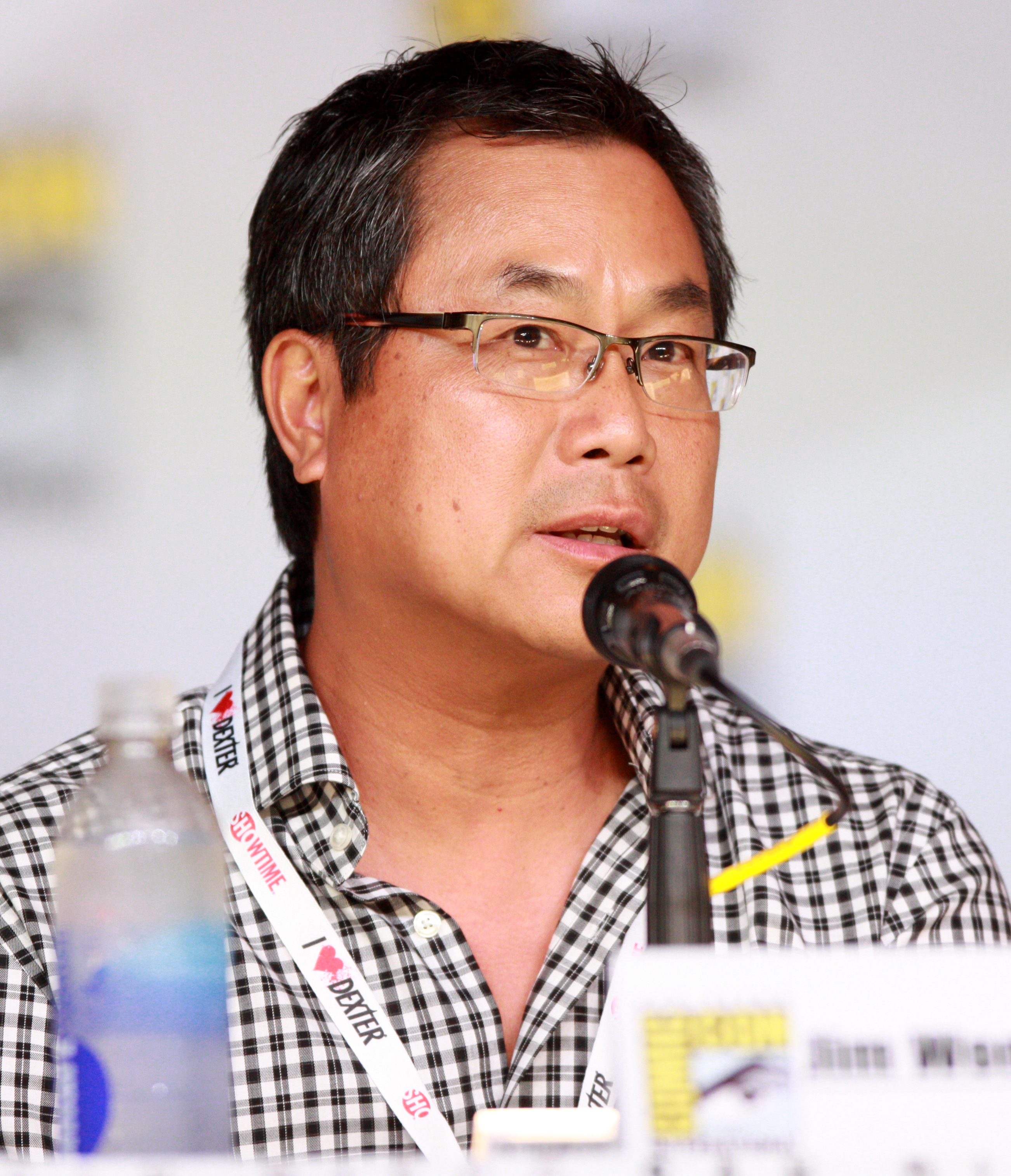
Wong em 2013

James Wong (黄毅瑜) (Hong Kong, 20 de abril de 1959) é um roteirista, diretor de cinema e produtor de televisão de Hong Kong, naturalizado nos Estados Unidos. É conhecido pelos filmes Final Destination (Premonição - 2000), The One (O Confronto - 2001), Final Destination 3 (Premonição 3 - 2006) e pela série de TV X Files (Arquivo X - 1993 a 2002).
É casado com Teena Wong e possui três filhos.